# Касумов, Фарид Касумович
Фари́д Касу́мович Касу́мов (5 марта 1987, Дербент, Дагестанская АССР, РСФСР, СССР) — российский каратист, заслуженный мастер спорта  России по киокусинкай карате, является обладателем 2 дана, многократный чемпион России и мира, также выиграл первый в истории мирового карате чемпионский пояс WFKO (мировой бойцовской организации кекушина). Фарид родился в Дербенте.

## Биография
Карате занимается с 1995 года.
Ещё в детстве, насмотревшись фильмов с Джеки Чаном, Фарид захотел заниматься боевыми искусствами и начал с 1 класса. У Фарида был явный природный талант, он справлялся со своими соперниками, как с «маленькими детьми».
Так как Фарид проживал в Дагестане, в будущем стал вопрос о переезде в Россию, а именно в Кемерово. Так Фарид попал на Стадион «Химик», который на данный момент является кузницей многих известных и талантливых спортсменов. Фарид правильно сделал выбор и впоследствии после долгих тренировок вошел в состав сборной Кемеровской области, а после уже и сборной России.
В 2006 году победа на кубке России и сразу же попадание в четверку лучших чемпионов того времени. После 2006 года победы Фарида обходили стороной, доходил только до полуфинала, но он не отчаяля и не бросал тренировки, а все больше и больше работал над собой. И только в 2011 году он смог завоевать золото чемпиона России. До этого в 2009 году получил приз за лучший нокаут на Кубке Европы в Англии, и в Италии за 2 место. 2012 год снова был не удачным для Фарид, он занял лишь 2 место, из-за не честного судейства. После он решил уйти из спорта: «меня просто сливают. Какой смысл участвовать во всем».
Спустя время Фарид Касумов «остыл» и продолжил тренировки.
В 2004 году поступил в Кемеровской Государственный Университет на юридический факультет. Как рассказывает сам Фарид: утром университет, а потом тренировки. В 2009 году окончил университет и стал заниматься тренерский работой. В 2010 году устроился в ГУФСИН и в этом же году выиграл Кубок России, который проходил в Кемерово. Его заметили и теперь он являлся динамовецем, защищал цвета знаменитого спортсообщества во многих видах единоборств. Помимо карате , Фарид мастер спорта по комплексному единоборству, серебряный призёр России по рукопашному бою, майор, инструктор по боевой и специальной подготовке, так же участвует в соревнованиях по кекусин-кик. Увлекается сноубордом, боксом.
Является спортсменом года 2016 в Кузбассе.

## Личная жизнь
Фарид женат, есть сын.
На данный момент — майор внутренней службы ГУ ФСИН. Тренер ЦРБ «Карате42».
По профессии юрист, выпускник КемГУ. Инструктор по боевой и физической подготовке ГУИН КО.

## Победы
Бронзовый призёр юношеского первенства России, чемпион молодежного кубка России 2004 года, многократный победитель Кубка России, чемпион открытого чемпионата Пермской области 2007 года, серебряный призёр чемпионата Европы 2009 года, обладатель звания в номинациях «Лучшая техника России», «Лучшая техника нокаута» (Кубок Европы в Лондоне), чемпион мира (по версии KWU — Мирового союза карате 2013), первый обладатель чемпионского пояса WFKO (Мировой бойцовской организации кекушина) 2014 г., чемпион Европы 2014 г. (Болгария), победитель в разделе тамэсивари чемпионат России 2016 г., чемпион Европы KWU 2016 году (Сербия), серебряный призёр 3-го чемпионата мира KWU по киокусинкай (Екатеринбург) 2017 год, чемпион Всероссийского весового чемпионата АКР 2018 года.